# Ignacy Tyzenhauz
Ignacy Tyzenhauz herbu Bawół (ur. w 1760, zm. w 1822 roku) – generał major Armii Wielkiego Księstwa Litewskiego, szef Regiment Gwardii Pieszej Wielkiego Księstwa Litewskiego od 1793 roku, konsyliarz powiatu lidzkiego konfederacji generalnej Wielkiego Księstwa Litewskiego w konfederacji targowickiej w 1792 roku, członek Komisji Rządu Tymczasowego Wielkiego Księstwa Litewskiego w 1812 roku, starosta posolski.
W 1801 roku wybudował pałac w Rakiszkach na Litwie. 
Był działaczem litewskiego sprzysiężenia przedinsurekcyjnego, zdekonspirowany w 1793 roku. Aresztowany przez Rosjan i więziony do 1795 roku.
W 1792 roku odznaczony Orderem Orła Białego, w 1782 roku został kawalerem Orderu Świętego Stanisława. 
Był ojcem Konstantego Tyzenhauza.